# Brevik, Karlsborgs kommun
Brevik är kyrkbyn i Breviks socken i Karlsborgs kommun i Västergötland, belägen nära Vättern vid länsväg 195.
I byn ligger Breviks kyrka. 
Vid det som på 1960-talet byggdes som ett motell har nu en 18-håls golfbana etablerats.